# Scharniergelenk

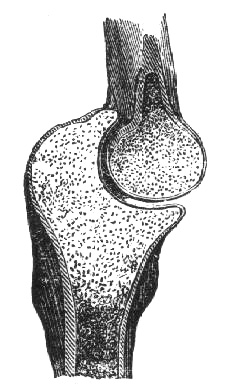
Scharniergelenk (Ellbogen)

Das Scharniergelenk (lateinisch Ginglymus oder Articulatio ginglymus, von altgriechisch γίγγλυμος ginglymos, deutsch ‚Türangel‘) bezeichnet in der Anatomie eine Formvariante eines echten Gelenkes. Es besteht aus einem walzenförmigen Gelenkkopf, der zangenförmig in einer rinnenartigen Gelenkpfanne ruht, die dem Segment eines Hohlzylinders entspricht. Es wird meist zusätzlich von straffen Seitenbändern stabilisiert und kann zusätzlich knöcherne Führungskämme bzw. -rinnen im hyalinen Gelenkknorpel aufweisen.
Infolge der durch knöcherne Bildungen stark eingeschränkten Beweglichkeit besitzt das Scharniergelenk nur eine Bewegungsachse bzw. einen Freiheitsgrad und ermöglicht einfache Beuge- (Flexion) und Streckbewegungen (Extension).
Typische Beispiele sind:
- Articulatio humeroulnaris: Gelenk zwischen Oberarmknochen (Humerus) und Elle (Ulna), ein Teil des Ellbogengelenkes, Articulatio cubiti
- Articulationes interphalangeae manus: Fingergelenke: Mittel- und Endgelenke
- Articulatio talocruralis: oberes Sprunggelenk